# Nancy Tyson Burbidge
Pour les articles homonymes, voir Burbidge.
Nancy Tyson Burbidge, née le 5 août 1912 à Cleckheaton dans le Yorkshire en Angleterre, morte le 4 mars 1977 à Canberra en Australie, est une botaniste australienne, écologiste et conservatrice de l'herbier national australien.

## Biographie

### Jeunesse
Nancy Tyson Burbidge naît en 1912 à Cleckheaton, dans le Yorkshire, au Royaume-Uni. 
Son père, William Burbidge, est le fils d'un prêtre anglican, le révérend Edward Burbidge de Backwell et a obtenu un baccalauréat de l'Emmanuel College de Cambridge en 1892. Il fut ordonné diacre de l'Église d'Angleterre en 1897 et prêtre en 1898. Il fut vicaire à Leeds de 1897 à 1900, puis au sein de la Bush Brotherhood à Longreach, Queensland. De retour en Angleterre, il épouse en 1906 Mary Eleanor Simmonds, fille d'Alexander Hague Simmonds de Burnt Ash Hill, Lee, Londres et de son épouse Hannah Tyson de Baltimore,.
Sa mère Mary Simmonds a fait ses études au Newnham College à Cambridge de 1897 à 1900. Elle a enseigné dans une école de Sydney de 1900 à 1904, puis à la City of London School for Girls en 1904-1905.
Vicaire à Cleckheaton après son mariage en 1906 et jusqu'en 1913, William Burbidge émigre cette année-là avec sa famille en Australie lorsqu'il est affecté dans une paroisse de Katanning, en Australie occidentale.

### Formation
Nancy Burbidge effectue ses études à l'école de filles de l'Église d'Angleterre de Katanning (Kobeelya), fondée par sa mère en 1917. Elle termine ses études en 1922 lorsqu'elle obtient son diplôme du Bunbury Senior High School ; elle étudie ensuite à l'université d'Australie occidentale. Elle obtient son baccalauréat en sciences en 1937 et reçoit ensuite un prix pour voyager en Angleterre, où elle passe 18 mois aux jardins botaniques royaux de Kew. À Kew, elle travaille sur une révision du genre de graminées australienne Enneapogon. À son retour en Australie, Nancy Burbidge poursuit ses études sur les plantes australiennes à l'Université d'Australie occidentale, et elle y termine sa maîtrise en 1945,.

### Botaniste
Nancy Burbidge est nommée en 1943 agronome adjointe au Waite Agricultural Research Institute de l'université d'Adélaïde, où elle commence à travailler sur les espèces de pâturages locaux de l'Australie du Sud aride et semi-aride. Elle est nommée au nouveau poste de botaniste systématique à la Division Commonwealth Scientific and Industrial Research Organisation (CSIRO) de l'industrie végétale, à Canberra, en 1946. Au CSIRO, elle travaille à l'organisation et à l'extension de l'herbier, d'abord en tant que chercheuse scientifique puis en tant que conservatrice ; elle est surtout chargée de jeter les bases de l'Herbier australien, qui devient plus tard l'Herbier national australien. Elle écrit Clé des espèces d'Eucalyptus d'Australie du Sud L'Hér. mais ne s'est pas spécialisée sur le genre.
Son intérêt professionnel pour la botanique systémique se reflète dans son mandat de secrétaire du comité de botanique systématique de l'Association australienne et néo-zélandaise pour l'avancement de la science de 1948 à 1952. Elle publie également Australasian Herbarium News jusqu'en 1953, date à laquelle elle prend un an de congé pour devenir agent de liaison botanique australien à l'herbier de Kew Gardens près de Londres. À Kew, elle photographie et indexe des spécimens types de plantes australiennes et réalise des copies sur microfilm des cahiers du botaniste Robert Brown pour les herbiers australiens.
À son retour en Australie en 1954, Nancy Burbidge entame une période très productive de sa carrière. Elle écrit un article détaillé « La phytogéographie de la région australienne », publié en 1960 dans l'Australian Journal of Botany, qui contribue à l'obtention de son doctorat en sciences par l'Université d'Australie occidentale en 1961. Son Dictionnaire des genres végétaux australiens est publié en 1963. Elle réalise des études sur les groupes de plantes Nicotiana, Sesbania et Helichrysum. Beaucoup de ses publications comprennent ses propres dessins. Après avoir démissionné de son poste de conservatrice de l'herbier, elle s'implique dans le développement du projet Flora of Australia, qu'elle dirige de 1973 à 1977. En plus de ses livres, elle écrit aussi plus de 50 articles scientifiques sur la phytogéographie, l'écologie, l'histoire de la botanique et les genres végétaux australiens. Pour ses contributions et réalisations en botanique taxonomique et en écologie, elle reçoit en 1971 la médaille Clarke décernée par la Royal Society of New South Wales ; elle est nommée membre de l'Ordre d'Australie en 1976.
Nancy Burbidge s'intéresse également à la conservation. Elle est membre fondatrice de l'Association des parcs nationaux du territoire de la capitale australienne en 1960, et elle préside deux fois cette association. Elle joue un rôle important dans le lobbying au sein de l'ACT pour créer de nouveaux parcs nationaux, notamment la réserve naturelle de Tidbinbilla et le parc national de Namadgi, qui sont tous les deux créés après sa mort. Elle est aussi membre de la Fédération australienne des femmes diplômées des universités, en tant que présidente de la branche de Canberra de 1959 à 1961, de l'Association des femmes du Pan-Pacifique et de l'Asie du Sud-Est de 1957 à 1958 et comme secrétaire internationale de 1961 à 1968.

## Reconnaissance

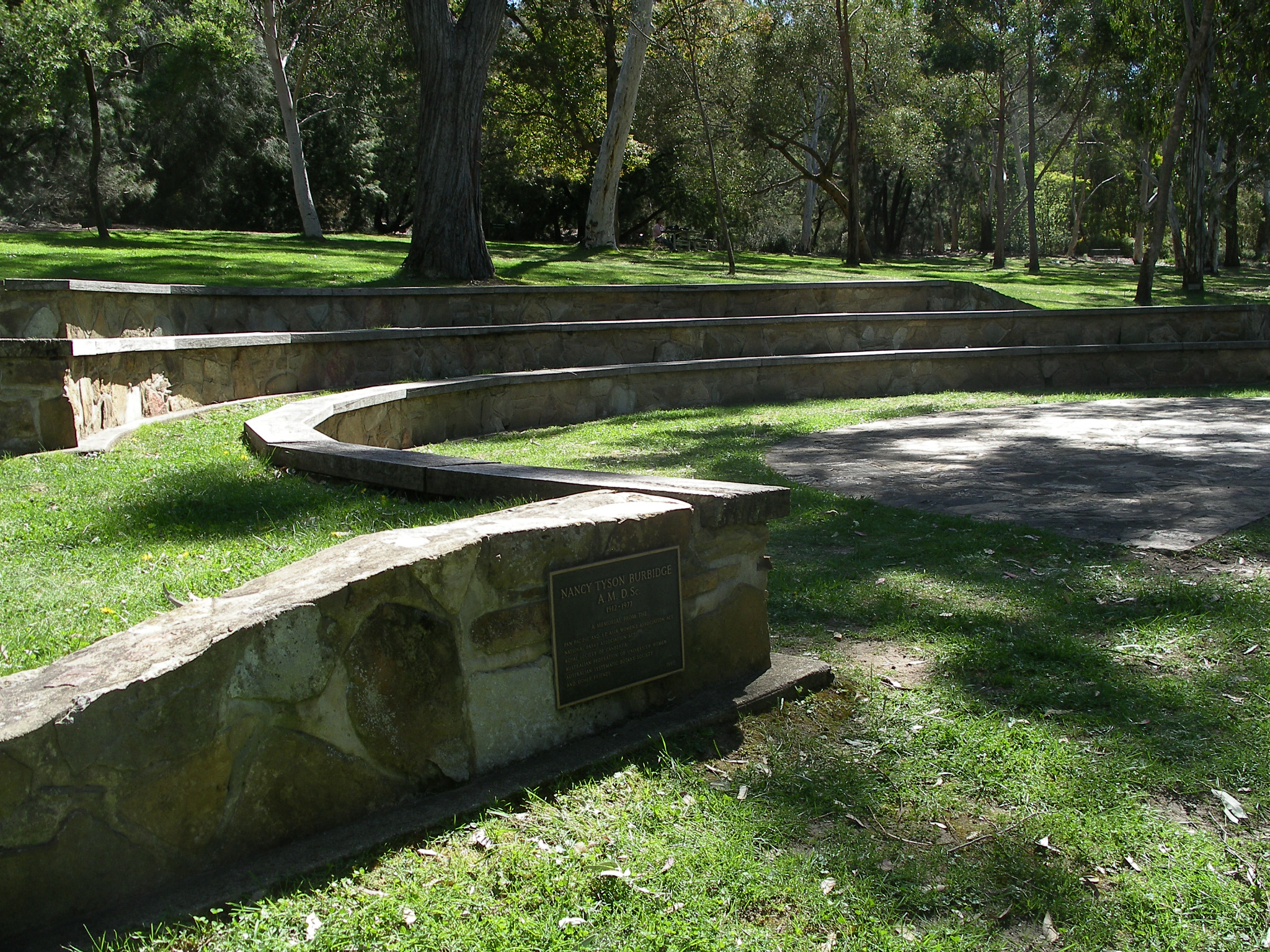
Amphithéâtre commémoratif Nancy T. Burbidge à Canberra.

Nancy Burbidge reçoit en 1971 la médaille Clarke de la Royal Society of New South Wales ; elle est nommée membre de l'Ordre d'Australie en 1976.
Elle est commémorée par un devant d'autel qui montre des banksias et des mangeurs de miel, dans l'église anglicane St Michael, à Mount Pleasant, en Australie occidentale. Le Nancy T. Burbidge Memorial est un amphithéâtre de verdure portant son nom dans le jardin botanique national australien de Canberra. L'Australian Plant Name Index est dédié à sa mémoire et un sommet du parc de Namadgi est nommé Mont Burbidge en son honneur. L'Acacia burbidgeae, également connu sous le nom d'acacia de Burbidge, est également nommé en son honneur.
La « Médaille Nancy T. Burbidge » est décernée chaque année depuis 2001, et le récipiendaire prononce la conférence commémorative Nancy T. Burbidge lors de la conférence annuelle de la Société. Les récipiendaires incluent Patrick Brownsey et Phil Garnock-Jones.
L'Herbier national australien détient plus de 7 000 spécimens collectés par Nancy Burbidge. Ses collections figurent aussi dans d'autres herbiers d'Australie, comme l'herbier d'Australie occidentale, l'herbier national de Nouvelle-Galles du Sud, l'herbier de Tasmanie, l'herbier d'État d'Australie du Sud, l'herbier du Queensland et l'herbier du Territoire du Nord.

## Publications
- Les Wattles du Territoire de la capitale australienne (1961)
- Dictionnaire des genres végétaux australiens : gymnospermes et angiospermes (1963) (LCCN 65087091)
- Graminées australiennes, 2 volumes (1966-1970) (ISBN 0-207-95263-9)
- Flore du Territoire de la capitale australienne avec Max Gray (1970) (ISBN 0-7081-0073-2)
- Littérature taxonomique végétale dans les bibliothèques australiennes (1978) (ISBN 0-643-00286-3)

## Abréviation standard de l'auteur
N.T.Burb est l’abréviation botanique standard de Burbidge, Nancy Tyson.
Consulter la liste des abréviations d'auteur en botanique ou la liste des plantes assignées à cet auteur par l'IPNI, la liste des champignons assignés par MycoBank, la liste des algues assignées par l'AlgaeBase et la liste des fossiles assignés à cet auteur par l'IFPNI.